# Пел (Баварска)
Пел (њем. Pähl) општина је у њемачкој савезној држави Баварска. Једно је од 34 општинска средишта округа Вајлхајм-Шонгау. Према процјени из 2010. у општини је живјело 2.435 становника. Посједује регионалну шифру (AGS) 9190138.

## Географски и демографски подаци
Пел се налази у савезној држави Баварска у округу Вајлхајм-Шонгау. Општина се налази на надморској висини од 591–760 метара. Површина општине износи 32,2 km². У самом мјесту је, према процјени из 2010. године, живјело 2.435 становника. Просјечна густина становништва износи 76 становника/km².